# Улица Петра Калнышевского (Киев)
Улица Петра Калнышевского (укр. Вулиця Петра Калнишевського) — улица в Оболонском районе города Киева. Пролегает от улицы Полярная до улицы Юрия Кондратюка, исторически сложившаяся местность (район) Минский массив.
Нет примыкающих улиц.
По названию улицы именуется остановка общественного транспорта по Полярной улице.

## История
Улица Новая № 3 спроектирована и проложена в 1960-е годы. Застраивалась вместе с другими улицами Минского массива. В период 1970-1975 годы была застроена только непарная сторона, построена клиническая больница № 8.  
16 февраля 1970 года улица Новая № 3 переименована на улица Михаила Майорова — в честь советского партийного и государственного деятеля Михаила Мусеевича Майорова, согласно Решению исполнительного комитета Киевского городского совета депутатов трудящихся № 312/1 «Про наименование новых улиц в жилых массивах «Лесном» и «Минском» города Киева» («Про найменування нових вулиць на житлових масивах „Лісному“, „Мінському“ м. Києва»). 
19 февраля 2016 года улица получила современное название — в честь кошевого атамана Запорожской Сечи Петра Ивановича Калнышевского, согласно Распоряжению Киевского городского главы № 125/1 «Про переименование бульвара, улиц, площадей и переулков в городе Киеве» («Про перейменування бульвару, вулиць, площі та провулків у місті Києві»). 
Между улицами Семьи Кульженко (непарная сторона) и Петра Калнышевского (парная сторона) в период 2013-2017 годы введены в эксплуатацию 4 из 7 запланированных домов квартала 23-25-этажных домов — жилой комплекс «Яркий» (улицы Семьи Кульженко №№ 31А, 33, 35 и Петра Калнышевского № 8).

## Застройка
Улица пролегает в северо-восточном направлении.
Непарная сторона улицы занята многоэтажной жилой (два 9-этажных, по одному 16- и 26-этажному дому) застройкой — микрорайон № 2 Минского массива — и учреждениями обслуживания (клиническая больница № 8 — улица Юрия Кондратюка, 8). Парная — учреждениями обслуживания и многоэтажной жилой (23-25-этажные дома) застройкой — жилой комплекс «Яркий». 
Учреждения:
1. дом № 2 — ТЦ «Полярный»
2. дом № 2А — Преображенская церковь
3. дом № 3А — лицей №29 им. Петра Калнышевского

Мемориальные доски:
1. дом № 1 — советскому партийному и государственному деятелю Михаилу Мусеевичу Майорову — демонтирована — комментарий именования улицы
2. дом № 5 — советскому партийному и государственному деятелю Михаилу Мусеевичу Майорову — демонтирована — комментарий именования улицы